# Systém pro snížení odporu

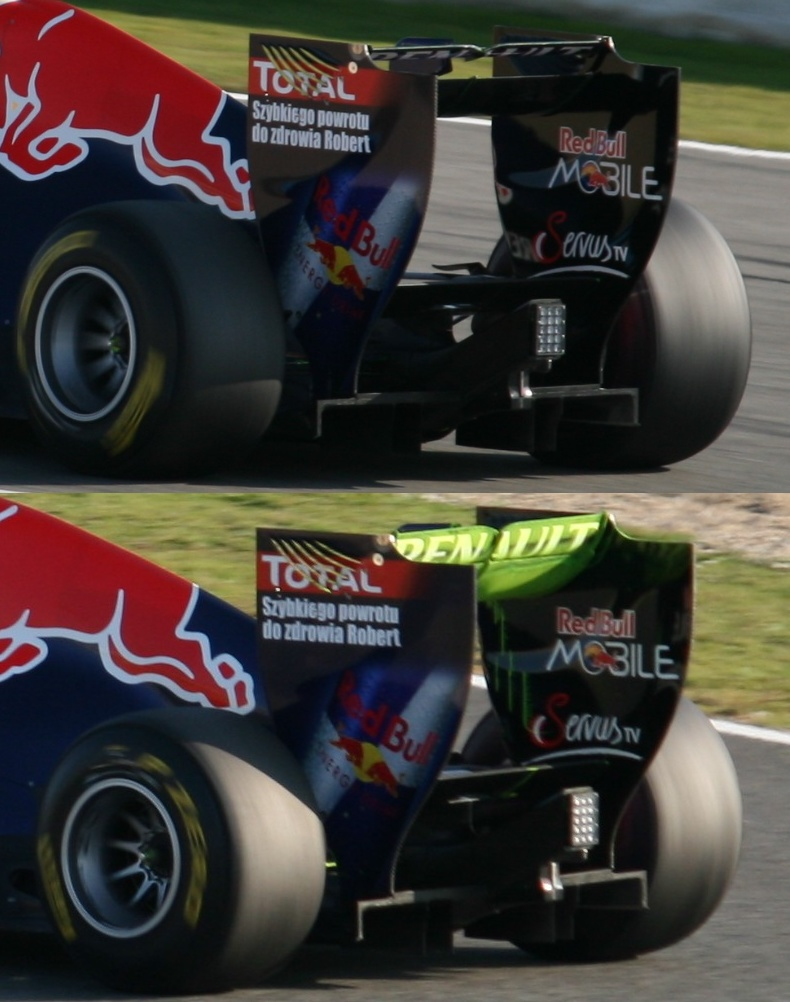
DRS v otevřené (horní) a uzavřené (spodní) poloze.

V motoristických závodech je systém pro snížení odporu vzduchu - drag reduction system (DRS) formou řidičem nastavitelného dílu karoserie zaměřené na snížení aerodynamického odporu za účelem zvýšení maximální rychlosti a podpory předjíždění. Jedná se o nastavitelné zadní křídlo vozu, které se pohybuje v reakci tlačítka na volantu řidiče.
DRS byl představen ve formuli jedna v roce 2011. Použití DRS je výjimkou z pravidla zakazujícího jakékoli pohyblivé části, jejichž primárním účelem je ovlivnit aerodynamiku automobilu.
Tento systém je také používán v GP2 Series později FIA Formula 2 Championship od roku 2015 a v GP3 Series později FIA Formule 3 Championship od roku 2017

Okruh v Bahrajnu kde jsou 3 zóny DRS

## Formule 1
U Formule 1 otevírá DRS nastavitelnou klapku na zadním křídle vozu, aby se snížil odpor, čímž pronásledující vůz získá výhodu předjíždění před vozem před ním. FIA odhaduje, že do konce aktivační zóny bude nárůst rychlosti mezi 10–12 km / h.  Když je klapka zavřená, zvyšuje přítlak a poskytuje lepší zatáčení.
Zařízení lze použít pouze během závodu po dokončení dvou závodních kol a poté, co pronásledující vůz vstoupí do určené „aktivační“ zóny definované FIA.

### Pravidla používání
Použití DRS je omezeno pravidly F1; je povoleno pouze v případě, že:
- Následující auto je do jedné sekundy od vozu, které má být předjeto. FIA může tento parametr změnit závod od závodu.
- Následující auto je v předjížděcí zóně definované FIA před závodem (běžně známá jako zóna DRS).

Dále:
- Systém nesmí být aktivován v prvních dvou kolech po startu závodu, restartu nebo nasazení safety car.
- Systém nesmí být použit bránícím řidičem. Pouze ale pokud není do jedné sekundy od jiného automobilu před ním.
- Systém nemusí být povolen, pokud jsou závodní podmínky považovány ředitelem závodu za nebezpečné, například déšť, jako tomu bylo na Velké ceně Kanady 2011.

V sezóně 2020 mají řidiči povoleno používat DRS pouze v zónách předjíždění. Kontrolka na palubní desce upozorní řidiče, když je systém aktivován (řidič může také vidět systém ve svých zpětných zrcátkách). Systém se deaktivuje, když řidič uvolní tlačítko nebo použije brzdy.
Na trati jsou čáry, které ukazují oblast, kde je detekována jednosekundová blízkost (detekční bod) a čára později na trati (aktivační bod), spolu se značkou svisle označenou „DRS“, kde zóna DRS začíná.